# Bierzglinek
Bierzglinek is een plaats in het Poolse district  Wrzesiński, woiwodschap Groot-Polen. De plaats maakt deel uit van de gemeente Września en telt 960 inwoners.